# B36 Tórshavn
B36 Tórshavn – farerski, półprofesjonalny klub piłkarski, powołany w 1936 roku w stołecznym mieście archipelagu Wysp Owczych, Thorshavn (Tórshavn), jako jeden z pierwszych klubów piłkarskich w tamtym regionie. Zdobył dotychczas 10 tytułów mistrza archipelagu, a także pięć Pucharów Wysp Owczych. Obecnie drużyna piłkarska rozgrywa mecze w Betrideildin – najwyższej klasie rozgrywek na archipelagu.

## Historia

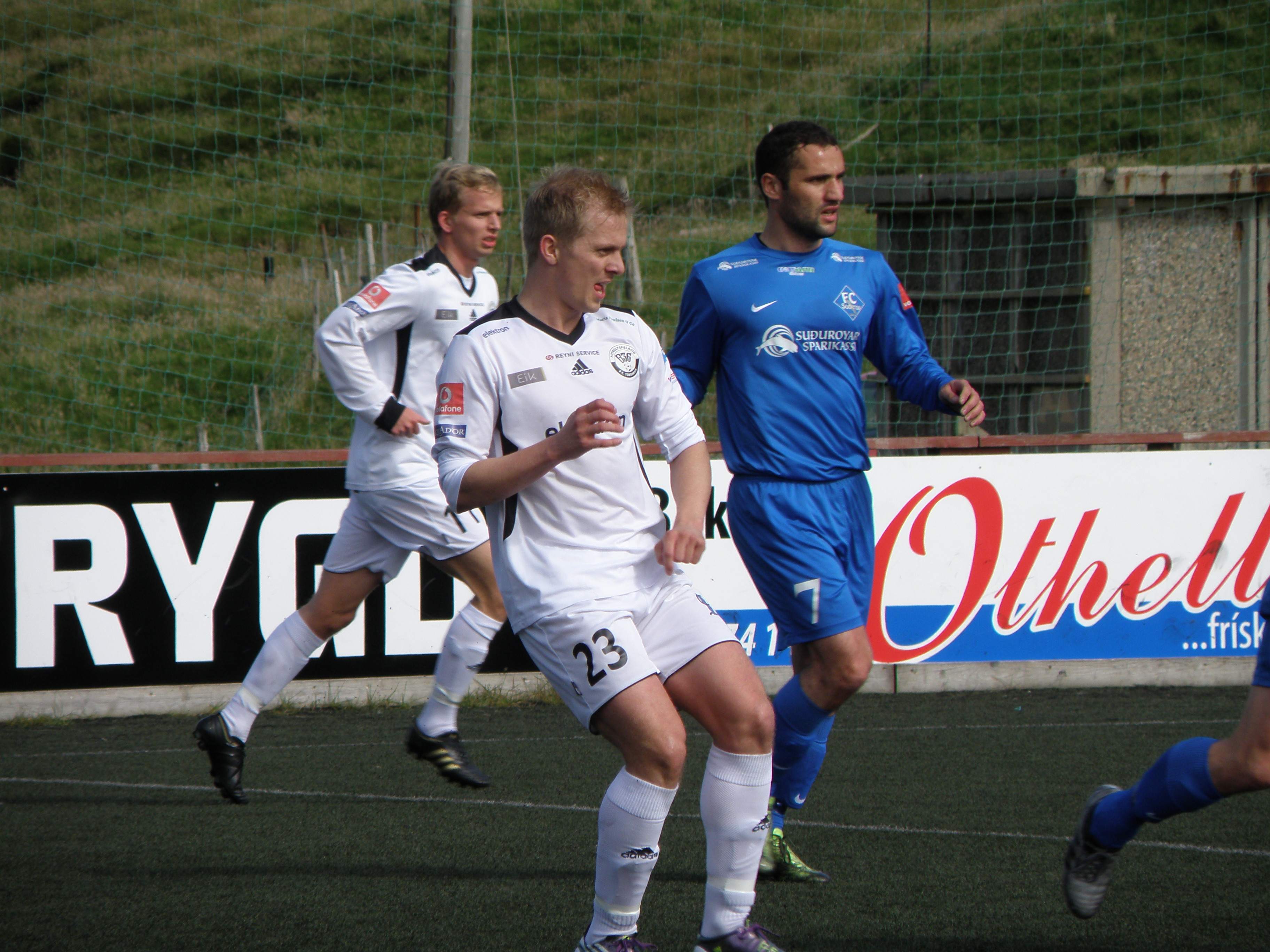
Piłkarze B36 Tórshavn podczas meczu z FC Suðuroy w 2010 roku.

Historia B36 Tórshavn rozpoczęła się 28 marca 1936 roku w stolicy Wysp Owczych, Tórshavn. Przez pewien czas mecze na Wyspach Owczych organizowane były przez same kluby. Działo się to do powstała w 1942 roku Meisteradeildin (dziś Effodeildin). W rozgrywkach pierwszego sezonu B36 Tórshavn wziął udział w eliminacjach grupy zachodniej, w której znalazł się wraz z SÍF Sandavágur. Dwumecz zakończył się wynikiem 2:2 (2:1, 0:1) i według ówczesnych zasad rozegrano mecz rozstrzygający, przegrany przez stołeczny klub 0:3.
Pierwszy raz gracze B36 Tórshavn zostali mistrzami ligi w sezonie 1946 po wygranym finale przeciwko VB Vágur 3:1, wcześniej zwyciężywszy w grupie wschodniej. Tytuł mistrzowski klub zdobywał także w sezonach 1948 i 1950, zajmując pierwsze miejsca w tabeli ligowej. Później B36 triumfował rzadziej i do dziś zgromadził dziesięć trofeów, ostatnie podczas Effodeildin 2015.
Klub rozgrywa także mecze o Puchar Wysp Owczych od początku jego istnienia w 1955 roku. Pierwszy raz triumfował w 1965 roku, kiedy w finale pokonał HB Tórshavn 3:2. Kolejne cztery zdobywali w latach: 1991, 2001, 2003 i 2006.
Zdobywając wysokie miejsca w farerskiej lidze, piłkarze B36 Tórshavn biorą regularnie udział w imprezach międzynarodowych, jednak ich największymi sukcesami są wyjścia z pierwszej fazy kwalifikacyjnej Pucharu UEFA 2005/06 oraz Ligi Mistrzów UEFA 2006/07. Najwyższym zwycięstwem z zagranicznym klubem było pokonanie maltańskiego zespołu Birkirkara FC 3:0 w 2006 roku. W 2015 roku B36 rozgrywało mecze eliminacji Ligi Mistrzów. Na Tórsvøllur mistrzowie kraju przegrali z walijskim The New Saints 1-2 (gola dla Tórshavn strzelił Samuelsen). Rewanż również przegrali, lecz tym razem 4-1, a strzelcem jedynej dla Bóltfelagið 1936 był Łukasz Cieślewicz.

## Sukcesy

### Krajowe
- Mistrzostwa Wysp Owczych (10x): 1946, 1948, 1950, 1959, 1962, 1997, 2001, 2005, 2011, 2014, 2015
- Puchar Wysp Owczych:
  - Zdobywca (7x): 1965, 1991, 2001, 2003, 2006, 2018, 2021
  - Finalista (11x): 1959, 1961, 1963, 1964, 1967, 1968, 1969, 1972, 1999, 2008, 2017
- Superpuchar Wysp Owczych w piłce nożnej:
  - Zdobywca (1x): 2012
  - Finalista (1x): 2007
- Mistrzostwo 1. deild (1x): 1985

### Indywidualne
- Król strzelców (3x):
  - 1998 – Jákup á Borg
  - 1999 – Jákup á Borg
  - 2007 – Sylla Ahmed Davy
- Gracz roku (4x):
  - 2005 – Jákup Mikkelsen[5]
  - 2011 – Łukasz Cieślewicz[6]
  - 2014 – Adeshina Lawal[7]
  - 2015 – Łukasz Cieślewicz[8]
- Bramkarz roku (2x):
  - 2005 – Jákup Mikkelsen[5]
  - 2015 – Tórður Thomsen[8]
- Trener roku (4x):
  - 2005 – Sigfríður Clementsen[5]
  - 2011 – John Petersen i Mikkjal Thomassen[6]
  - 2014 – Sámal Erik Hentze[7]
  - 2015 – Eyðun Klakstein[8]
- Młody piłkarz roku (3x):
  - 2005 – Ingi Højsted[5]
  - 2008 – Róaldur Jacobsen[9]
  - 2013 – Hørður Askham[10]
- Obrońca roku (1x):
  - 2015 – Odmar Færø[8]
- Pomocnik roku (2x):
  - 2014 – Łukasz Cieślewicz[7]
  - 2015 – Łukasz Cieślewicz[8]
- Napastnik roku (1x):
  - 2014 – Adeshina Lawal[7]

## Poszczególne sezony
Objaśnienia:
1. Zmiana nazwy na Formuladeildin ze względu na sponsora - Formula.
2. Zmiana nazwy na Vodafonedeildin ze względu na sponsora - Vodafone.
3. Zmiana nazwy na Effodeildin ze względu na sponsora - Effo.

## Obecny skład
Stan na 16 marsz 2024
| Nr | Poz. | Piłkarz                   |
| -- | ---- | ------------------------- |
| 1  | BR   | Silas Eyðsteinsson        |
| 2  | OB   | Andrias Eriksen (captain) |
| 3  | OB   | Símun Sólheim             |
| 4  | OB   | Thomas Lillo              |
| 5  | OB   | Vilmer Rönnberg           |
| 6  | PO   | Eli Nielsen               |
| 7  | PO   | Bjarki Nielsen            |
| 8  | PO   | Jelle van der Heyden      |
| 9  | NA   | Hannes Agnarsson          |
| 10 | NA   | Michał Przybylski         |
| 11 | NA   | Zean Dalugge              |
| 12 | PO   | Lukas Giessing            |
| 14 | PO   | Jógvan Gullfoss           |
| 15 | PO   | Emil Elmelund Hansen      |

| Nr | Poz. | Piłkarz                |
| -- | ---- | ---------------------- |
| 16 | OB   | Magnus Egilsson        |
| 17 | OB   | Jann Benjaminsen       |
| 18 | PO   | Benjamin Heinesen      |
| 19 | PO   | Rani í Soylu           |
| 20 | PO   | Andrass Johansen       |
| 21 | NA   | Anton Søjberg          |
| 22 | NA   | Gutti Dahl Olsen       |
| 23 | PO   | Carl Mikkelsen         |
| 24 | PO   | Marius Kryger Lindh    |
| 25 | BR   | Bjarki Vitalis Mørk    |
| 26 | PO   | Rói Hansen             |
| 28 | OB   | Mattias Weihe Joensen  |
| 29 | PO   | Tobias Elmelund Hansen |
| 30 | PO   | Mattias Hellisdal      |

## Dotychczasowi trenerzy
Następujący trenerzy prowadzili dotąd klub B36 Tórshavn:
Stan na 31 marca 2016
| Lp. | Imię i nazwisko      | Okres urzędowania | Okres urzędowania |
| --- | -------------------- | ----------------- | ----------------- |
| 1.  | Arne Rasmussen       | 1948              | ?                 |
| 2.  | John Black           | 1953              | ?                 |
| 3.  | Bengt Anemann        | 1965              | 1966              |
| 4.  | Jørleif Kúrberg      | 1966              | 1967              |
| 5.  | Walter Pfeiffer      | 1967              | ?                 |
| 6.  | Per From Egebjerg    | 1970              | ?                 |
| 7.  | Eggert Jóhannesson   | 1974              | ?                 |
| 8.  | Árni Rein            | 1976              | ?                 |
| 9.  | Jacob Thomsen        | 1978              | 1979              |
| 10. | Sólbjørn Mortensen   | 1979              | 1980              |
| 11. | Stan Mills           | 1980              | 1981              |
| 11. | Jørleif Kúrberg      | 1980              | 1981              |
| 12. | Jógvan Norðbúð       | 1981              | 1983              |
| 13. | Jóhan Nielsen        | 1983              | ?                 |
| 14. | Jógvan Norðbúð       | 1988              | 1990              |
| 15. | Petur Simonsen       | 1990              | 1993              |
| 16. | Jacek Burkhardt      | 1993              | 1994              |
| 17. | Páll Guðlaugsson     | 1994              | 1995              |
| 17. | Wiesław Zakrzewski   | 1994              | 1995              |
| 18. | Petur Simonsen       | 1995              | 1996              |
| 19. | Jógvan Norðbúð       | 1996              | 1997              |
| 20. | Tomislav Sivić       | 1997              | 2000              |
| 21. | Per Olov Andersson   | 2000              | 2001              |
| 21. | Piotr Krakowski      | 2000              | 2001              |
| 22. | Piotr Krakowski      | 2001              | 2003              |
| 23. | Ion Geolgau          | 2003              | 2004              |
| 24. | Jóannes Jakobsen     | 2004              | 2005              |
| 25. | Sigfríður Clementsen | 2005              | październik 2006  |
| 26. | Kurt Mørkøre         | październik 2006  | listopad 2007     |
| 27. | Heðin Askham         | listopad 2007     | 2008              |
| 28. | Mikkjal Thomassen    | luty 2009         | kwiecień 2009     |
| 28. | Milan Cimburović     | luty 2009         | kwiecień 2009     |
| 29. | Mikkjal Thomassen    | kwiecień 2009     | 2010              |
| 30. | Allan Mørkøre        | 2010              | listopad 2010     |
| 30. | Sigfríður Clementsen | 2010              | listopad 2010     |
| 31. | John Petersen        | listopad 2010     | listopad 2011     |
| 31. | Mikkjal Thomassen    | listopad 2010     | listopad 2011     |
| 32. | Mikkjal Thomassen    | listopad 2011     | listopad 2013     |
| 33. | Sámal Erik Hentze    | listopad 2013     | grudzień 2014     |
| 34. | Eyðun Klakstein      | grudzień 2014     |                   |

## Statystyki
- Liczba sezonów w najwyższej klasie rozgrywkowej: 72 (1942–1984, 1986, 1988-nadal)[13]
- Pierwsze zwycięstwo w najwyższej klasie rozgrywkowej: 1943 Bóltfelagið Sandur – B36 Tórshavn 1:6[3]

## Europejskie puchary
Legenda do wszystkich tabel:
- Q – runda eliminacyjna, 1/16, 1/8, 1/4, 1/2 – odpowiednia faza rozgrywek, Grupa – runda grupowa, 1r gr – pierwsza runda grupowa, 2r gr – druga runda grupowa, F – finał, R – runda, PO – play-off
- k. – rzuty karne, los. – losowanie, Dogr. – dogrywka, w. – zasada bramek strzelonych na wyjeździe

| Sezon     | Rozgrywki                 | Runda   | Przeciwnik           | Dom             | Wyjazd          | Ogólnie         |
| --------- | ------------------------- | ------- | -------------------- | --------------- | --------------- | --------------- |
| 1992/93   | Puchar Zdobywców Pucharów | Q       | Avenir Beggen        | 1–1             | 0–1             | 1–2             |
| 1997      | Puchar Intertoto          | Grupa 5 | KRC Genk             | 0–5             |                 | 5. miejsce      |
| 1997      | Puchar Intertoto          | Grupa 5 | Stabæk Fotball       |                 | 0–5             | 5. miejsce      |
| 1997      | Puchar Intertoto          | Grupa 5 | Dinamo Moskwa        | 0–1             |                 | 5. miejsce      |
| 1997      | Puchar Intertoto          | Grupa 5 | Panachaiki GE        |                 | 2–4             | 5. miejsce      |
| 1998/99   | Liga Mistrzów             | 1Q      | Beitar Jerozolima    | 0–1             | 1–4             | 1–5             |
| 1999/2000 | Puchar UEFA               | Q       | MKE Ankaragücü       | 0–1             | 0–1             | 0–2             |
| 2000/01   | Puchar UEFA               | Q       | Akademisk BK         | 0–1             | 0–8             | 0–9             |
| 2002/03   | Liga Mistrzów             | 1Q      | Torpedo Kutaisi      | 0–1             | 2–5             | 2–6             |
| 2004/05   | Puchar UEFA               | 1Q      | Liepājas Metalurgs   | 1–3             | 1–8             | 2–11            |
| 2005/06   | Puchar UEFA               | 1Q      | Vestmannaeyja        | 2–1             | 1–1             | 3–2             |
| 2005/06   | Puchar UEFA               | 2Q      | FC Midtjylland       | 2–2             | 1–2             | 3–4             |
| 2006/07   | Liga Mistrzów             | 1Q      | Birkirkara FC        | 2–2             | 3–0             | 5–2             |
| 2006/07   | Liga Mistrzów             | 2Q      | Fenerbahçe SK        | 0–5             | 0–4             | 0–9             |
| 2007/08   | Puchar UEFA               | 1Q      | Ekranas Poniewież    | 1–3             | 2–3             | 3–6             |
| 2008/09   | Puchar UEFA               | 1Q      | Brøndby IF           | 0–2             | 0–1             | 0–3             |
| 2009/10   | Liga Europy               | 1Q      | Metalurgi Rustawi    | 0–2             | 0–2             | 0–4             |
| 2012/13   | Liga Mistrzów             | 1Q      | Linfield             | 0–0             | 0–0             | 0–0, k: 3–4     |
| 2014/15   | Liga Europy               | 1Q      | Linfield             | 1–2             | 1–1             | 2–3             |
| 2015/16   | Liga Mistrzów             | 1Q      | The New Saints       | 1–2             | 1–4             | 2–6             |
| 2016/17   | Liga Mistrzów             | 1Q      | Valletta FC          | 2–1             | 0–1             | 2–2, w.         |
| 2017/18   | Liga Europy               | 1Q      | Nõmme Kalju          | 1–2             | 1–2             | 2–4             |
| 2018/19   | Liga Europy               | PQ      | St Joseph’s          | 1–1             | 1–1             | 2–2, k: 4–2     |
| 2018/19   | Liga Europy               | 1Q      | Titograd             | 0–0             | 2–1             | 2–1             |
| 2018/19   | Liga Europy               | 2Q      | Beşiktaş JK          | 0–2             | 0–6             | 0–8             |
| 2019/20   | Liga Europy               | 1Q      | Crusaders            | 2–3             | 0–2             | 2–5             |
| 2020/21   | Liga Europy               | PQ      | St Joseph’s          | 2–1 (W)         | 2–1 (W)         | 2–1 (W)         |
| 2020/21   | Liga Europy               | 1Q      | Levadia              | 4–3 (D), Dogr.  | 4–3 (D), Dogr.  | 4–3 (D), Dogr.  |
| 2020/21   | Liga Europy               | 2Q      | The New Saints       | 2–2 (D), k: 5–4 | 2–2 (D), k: 5–4 | 2–2 (D), k: 5–4 |
| 2020/21   | Liga Europy               | 3Q      | CSKA Sofia           | 1–3 (W)         | 1–3 (W)         | 1–3 (W)         |
| 2022/23   | Liga Konferencji Europy   | 1Q      | Borac Banja Luka     | 3–1             | 0–2             | 3–3, k: 4–3     |
| 2022/23   | Liga Konferencji Europy   | 2Q      | SP Tre Fiori         | 1–0             | 0–0             | 1–0             |
| 2022/23   | Liga Konferencji Europy   | 3Q      | Viborg               | 1–2             | 0–3             | 1–5             |
| 2023/24   | Liga Konferencji Europy   | 1Q      | Paide Linnameeskond  | 0–0             | 2–0             | 2–0, Dogr.      |
| 2023/24   | Liga Konferencji Europy   | 2Q      | Haverfordwest County | 2–1             | 1–1             | 3–2, Dogr.      |
| 2023/24   | Liga Konferencji Europy   | 3Q      | HNK Rijeka           | 1–3             | 0–2             | 1–5             |
| 2024/25   | Liga Konferencji          | 1Q      | FK Auda              | 0–1             | 0–2             | 0–3             |